# Société impériale d'encouragement des beaux-arts

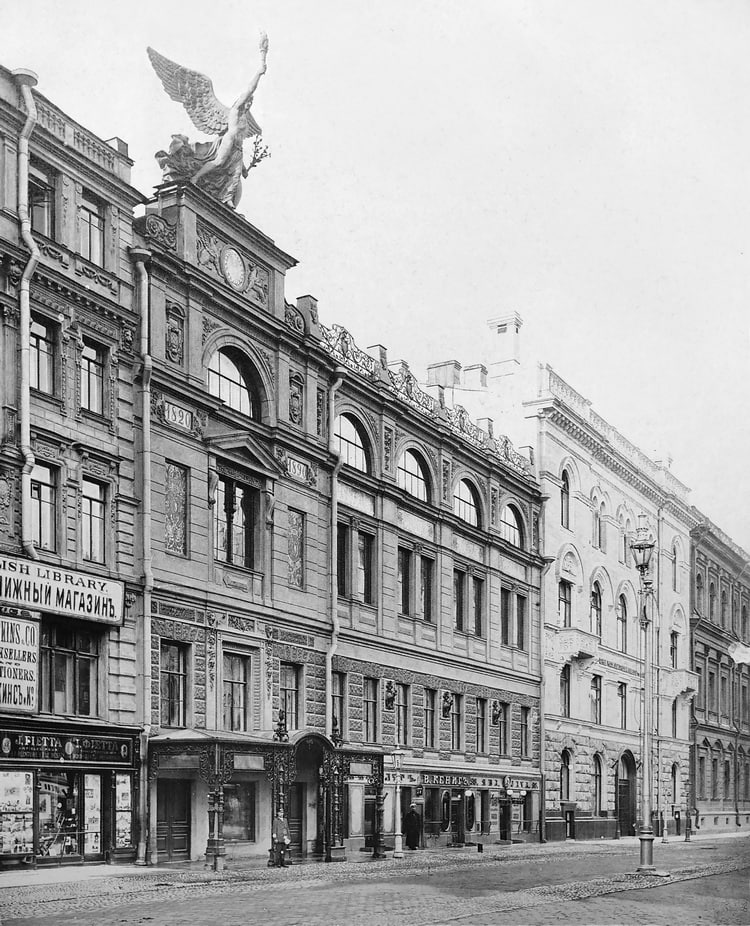
Immeuble de la Société impériale d'encouragement des beaux-arts, rue Bolchaïa Morskaïa à Saint-Pétersbourg. Photo. 1912

La Société impériale d'encouragement des beaux-arts (en russe : Императорское общество поощрения художеств) (ОПХ), exista à Saint-Pétersbourg jusqu'en 1929. C'était la plus ancienne société de ce genre en Russie. Son histoire avait commencé en 1820. À partir de 1882 son nom fut modifié en celui de Société d'encouragement des artistes.

## Histoire
La société fut fondée par un groupe de mécènes (parmi lesquels : Ivan Gagarine, Piotr Kikine, Alexandre Dimitriev-Mamonov), en vue de collaborer au développement des beaux-arts, de diffuser les connaissances en matière d'art, de former des peintres et des sculpteurs. L'empereur Nicolas Ier de Russie fit confirmer sa création par une loi du 28 avril 1833, et la plaça sous sa protection personnelle.

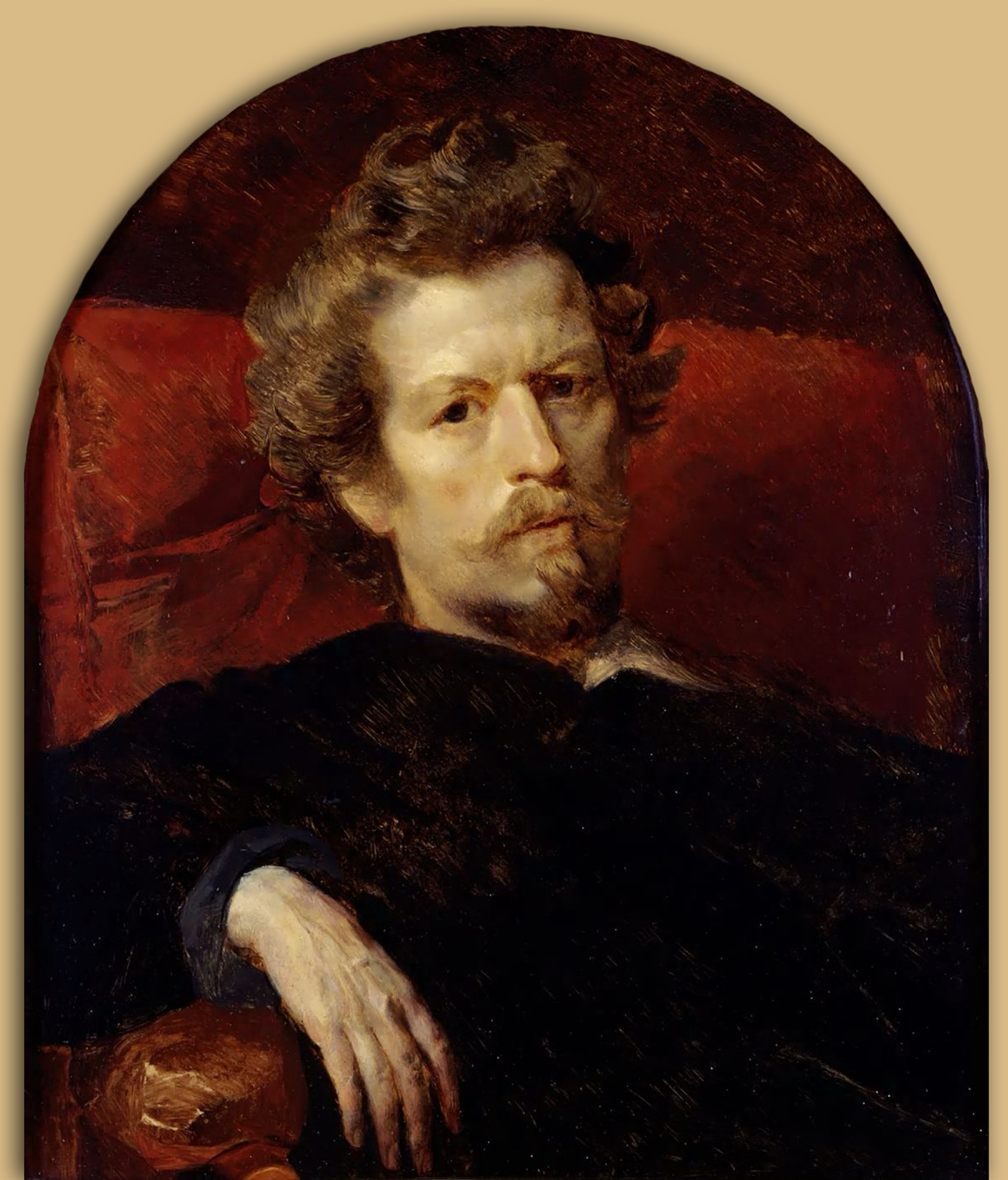
Karl Brioullov

Déjà avant son officialisation en 1833, de jeunes artistes avaient bénéficié grâce à cette société de la bourse pour des séjours à l'étranger comme : Karl Brioullov et Alexandre Brioullov (1822). Alexandre Ivanov (1827), Alexeï Tyranov. Durant plusieurs années des élèves de l'académie des beaux-arts reçurent une aide matérielle : Vassili Verechtchaguine, Firs Jouravliov, Peter Clodt von Jürgensburg, Mikhaïl Klodt, Ivan Kramskoï, Lev Lagorio, Kirill Lemokh, Constantin Makovski, Leonid Solomatkine, Constantin Flavitski, Pavel Tchistiakov et d'autres encore.
La société a joué un rôle capital dans la diffusion des œuvres grâce à leur reproduction par la gravure d'estampes, la lithographie, la xylographie.
La Société dispose d'une école avec des ateliers, une bibliothèque et une exposition permanente de peinture et, à partir de 1870, d'un musée.
Dès 1860 la Société organise un concours public annuel de peinture et d'arts appliqués, doté de différents prix en argent portant les noms d'artistes émérites : le prix Vassili Botkine pour la peinture de genre ; le prix comte Sergueï Grigorievitch Stroganov (1794-1882) pour les paysages ; le prix comte Pavel Stroganov pour le modelage ; le prix Viktor Gaevski pour la peinture historique ; le prix princesse Eugénie Maximilianovna de Leuchtenberg pour la gravure sur bois.
Le capital de la Société, au premier septembre 1900, s’élève à 211 039 roubles. Les recettes de l'année sociale 1900—1901 s’élèvent à 101 077 roubles, les dépenses à 101 032 roubles. Les expositions organisées par la Société attirent 56 000 visiteurs et les ventes des œuvres des peintres rapportent 33 900 roubles. Au premier janvier 1901 elle compte parmi ses membres : 14 personnes de la famille impériale, 74 membres actifs, 173 membres collaborateurs, en tout 261 membres. À partir de 1878 c'est la princesse Eugénie Maximilianovna de Leuchtenberg qui assure la présidence de la Société.
À partir de 1892, le comité organisateur édite une revue « Beaux-arts et arts de l'industrie », qui à partir de 1901 devint le mensuel « Trésors artistiques de Russie » avec comme rédacteurs : Alexandre Nikolaïevitch Benois et A. V. Prakhov.
À partir de 1840, la direction de la Société est assurée par des membres de la famille impériale : le duc Maximilien de Leuchtenberg (jusqu'en 1851), sa veuve la grande princesse Marie Nikolaïevna de Russie (1819-1876) (jusqu'en 1875), leur fille la princesse Eugénie Maximilianovna de Leuchtenberg (jusqu'en 1915), le grand prince Pierre Nikolaïevitch de Russie (jusqu'à 1917).

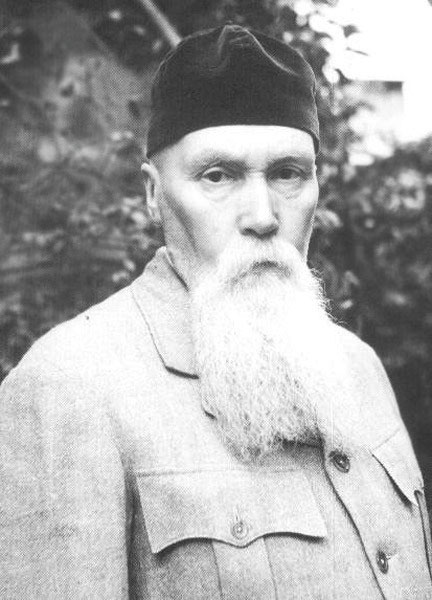
Nicolas Roerich.

### École de dessin
L'École de la Société artistique d'encouragement des beaux-arts a été créée officiellement par un décret du 29 septembre 1839 de Nicolas Ier de Russie. Au début l'école n'enseignait que le croquis, le dessin, le modelage. Le but était de former des artistes pour l'industrie et l'artisanat ainsi que des enseignants pour ces écoles (seules de petites écoles privées, qui formaient des artistes pour l'industrie, existaient depuis 1806). L'accueil des élèves se poursuivait durant toute l'année. L'enseignement était gratuit. Mais à partir de 1857 il devient payant, sauf pour ceux qui faisaient preuve de capacités. À partir de 1889 des premières sections pour les petits enfants sont ouvertes dans les faubourgs de la ville.

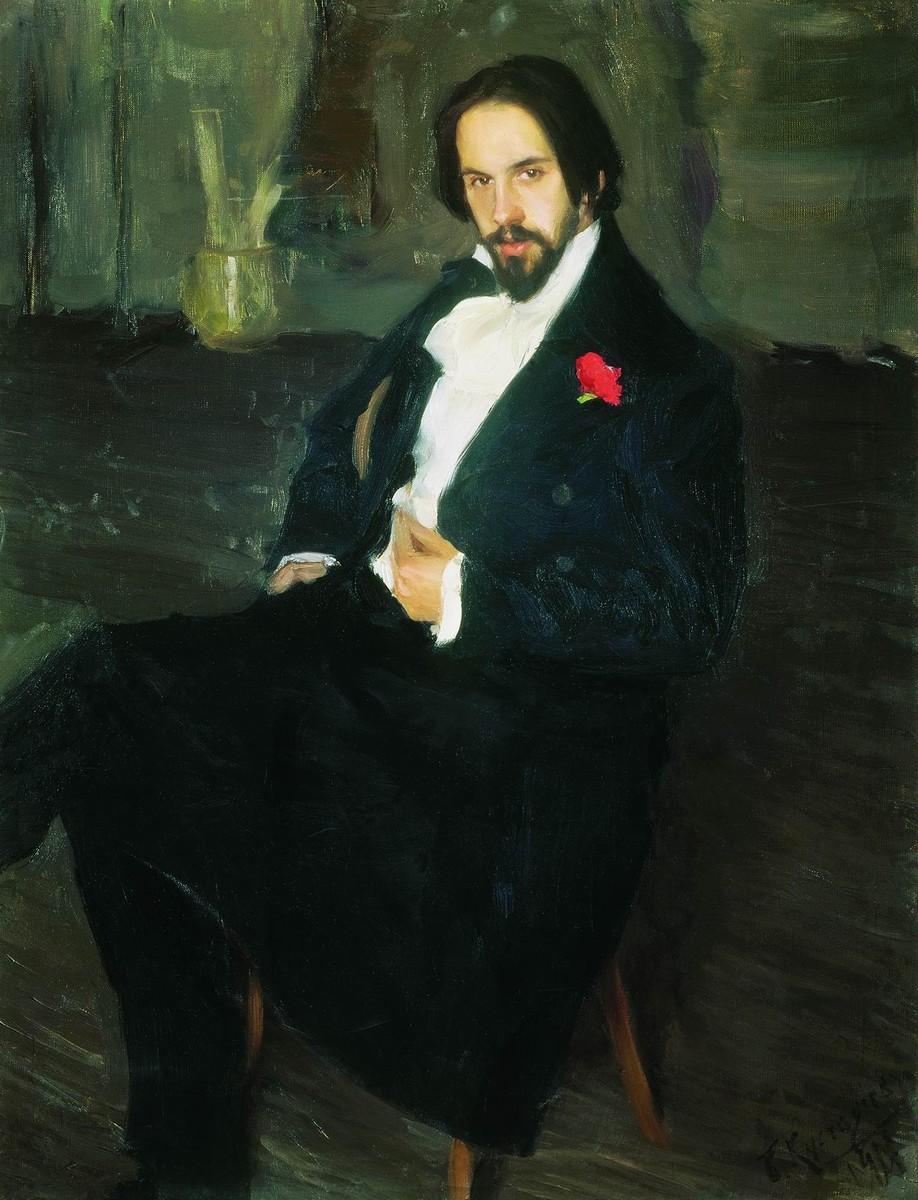
1901. Portrait d'Ivan Bilibine par Boris Koustodiev.

En 1906 Nicolas Roerich est nommé directeur de l'école. Il crée des ateliers de technique : couture et tissage (1908), iconographie (1909), céramique et peinture sur porcelaine (1910), monnaie (1913), etc. Sergueï Makovski est invité à donner le cours d'histoire de l'art. À la demande de Roerich Ivan Bilibine, Dmitri Kardovski, Arkadi Rylov, Alexeï Chtchoussev, Alexandre Vakhrameiev, vinrent enseigner dans l'école.
Après la révolution d'Octobre, à partir de juillet 1918, les missions de l'école de dessin furent organisées gratuitement aux « Cours de peinture et de dessin technique » à la perspective Liteiny, puis par l'« École d'art de Leningrad Valentin Serov ».

## Élèves
- Pavel Filonov
- Eugène Lanceray
- Panos Terlemezian
- Ksenia Bogouslavskaïa
- Paul Mansouroff, de 1912 à 1915.
- Grigori Gidoni (ru)
- Dimitri Bouchène, de 1915 à 1917.
- Gustav Klucis

## Sources
- (ru) Столпянский, Пётр Николаевич : Старый Петербург и Общество поощрения художеств, Л., 1928. (Stolpianski Piotr : Le vieux Péterbourg et la société d'encouragement des beaux-arts)
- (ru) Кузнецов, Сергей Олегович (историк): Вклад представителей рода Строгановых и Д. В. Григоровича в реформирование Общества поощрения художников в 1860—1870-е гг. // Известия Санкт-Петербургской Лесотехнической академии. Вып. 178. СПб., 2006. С.300—317.

(Sergueï Kouznetsov, historien : apport de la famille Stroganov et Grigorovitch à la Société d'encouragement des beaux-arts de 1860 à 1870).